# Поповка (Фалештский район)
Поповка (рум. Popovca) — село в Фалештском районе Молдавии. Наряду с сёлами Натальевка, Белеуцы, Комаровка, Ивановка и Цапок входит в состав коммуны Натальевка.

## География
Село расположено на высоте 148 метров над уровнем моря.

## Население
По данным переписи населения 2004 года, в селе Поповка проживает 981 человек (475 мужчин, 506 женщин).
Этнический состав села:
| Национальность | Число жителей | Процентный состав |
| -------------- | ------------- | ----------------- |
| украинцы       | 798           | 81.35             |
| молдаване      | 110           | 11.21             |
| русские        | 66            | 6.73              |
| гагаузы        | 3             | 0.31              |
| румыны         | 1             | 0.1               |
| болгары        | 1             | 0.1               |
| прочие         | 2             | 0.2               |
| Всего          | 981           | 100%              |